# Các bảng xếp hạng âm nhạc của Ba Lan
Các bảng xếp hạng âm nhạc của Ba Lan bao gồm hai bảng xếp hạng album chính thức và bảy bảng xếp hạng đĩa đơn tại Ba Lan được cung cấp bởi ZPAV, Hiệp hội Công nghiệp thu âm tại Ba Lan (Związek Producentów Audio Video). Đầu tiên, Top 100 là một bảng xếp hạng hàng tháng dựa trên dữ liệu nhận được từ các công ty album. Thứ hai, OLIS là một bảng xếp hạng hàng tuần dựa trên dữ liệu doanh số bán lẻ.
Airplay Chart được cung cấp bởi dịch vụ Nielsen Music Control Airplay. Top 5 album và đĩa đơn của bảng xếp hạng được công bố tại trang web chính thức của Nielsen Music mỗi tuần.
Kể từ năm 2010, phiên bản mở rộng của "Polish Airplay" được ra mắt tại trang web chính thức của ZPAV:
- Airplay Top 5 - những bài hát phổ biến nhất trên các trương chình âm nhạc (đài phát thanh và truyền hình);
- Video Top 5 - những videoclips phổ biến nhất trên MTV Polska, VIVA Polska, VH1 Polska và 4fun.tv;
- Airplay Top 5 - New- đĩa đơn mới phổ biến nhất trong tuần;
- Airplay Top 5 - Up! - Bước nhảy lớn nhất trong tuần;
- Dance Top 50 - Những bài hát phổ biến nhất trong các câu lạc bộ;
- Top Store Chart 50 - Những bài hát phổ biến nhất tại các cửa hàng âm nhạc / trung tâm mua sắm (có hai bảng xếp hạng).

## Liên kết
- Album Chart Top 50 (weekly)
  - Album Chart - Archive
- Album Chart Top 100 (monthly & annual) Lưu trữ ngày 27 tháng 8 năm 2011 tại Wayback Machine

- Airplays Lưu trữ ngày 1 tháng 6 năm 2010 tại Wayback Machine ZPAV.pl
- Airplay Top 5 (weekly) Lưu trữ ngày 27 tháng 10 năm 2007 tại Wayback Machine